# Орделаффи, Франческо IV
Франческо (Чекко) IV Орделаффи (Francesco (Cecco) IV Ordelaffi) (1435—1466) — сеньор Форли с 1448 (совместно с братом - Пино III).
Сын Антонио I Орделаффи и Катерины Рангони.
Наследовал отцу в 1448 году. До 1454 года находился под опекой матери и её брата Уго Рангони.
В 1454 году Франческо и его младший брат Пино изгнали дядю из Форли и стали править самостоятельно.
Чекко IV известен как кондотьер, участвовал в войнах венецианцев с миланцами.
Жена — Елизавета Манфреди (1443—1469), дочь Асторре II Манфреди, сеньора Имолы и Фаэнцы. Дети:
- Чиа, монахиня
- Франческо (1461—1488)
- Джулия, жена Никколо Алессандри ди Фиренце
- Антонио Мария (1460—1504), сеньор Форли в 1503—1504
- Джованна, монахиня
- Катерина, жена Франческо Тротти ди Алессандрия.

Чекко IV умер 22 апреля 1466 года после продолжительной тяжёлой болезни. В некоторых источниках утверждается, что он был отравлен братом или по его приказу убит во время болезни.